# Damien Jalet
 (janvier 2023).
Si vous disposez d'ouvrages ou d'articles de référence ou si vous connaissez des sites web de qualité traitant du thème abordé ici, merci de compléter l'article en donnant les références utiles à sa vérifiabilité et en les liant à la section « Notes et références ».
Pour les articles homonymes, voir Jalet (homonymie).
Œuvres principales
voir section dédiée
Damien Jalet, né le 17 août 1976 à Uccle en Belgique, est un danseur, chorégraphe de danse contemporaine et occasionnellement metteur en scène franco-belge. Son parcours est marqué par de nombreuses collaborations – dont  Sidi Larbi Cherkaoui avec qui il a signé plusieurs pièces  – et son travail développe des liens profonds avec d'autres disciplines artistiques comme les arts plastiques, le cinéma, le théâtre, la mode et la musique.

## Biographie

### Formation
Damien Jalet a tout d'abord commencé des études de théâtre à Bruxelles à l'Institut national supérieur des arts du spectacle, avant de s'orienter vers la danse contemporaine et de partir compléter sa formation à New York. À la fin des années 1990, il devient danseur dans la compagnie Ultima Vez du chorégraphe flamand Wim Vandekeybus pour le spectacle The Day of Heaven and Hell.

### Carrière de danseur et de chorégraphe
En 2000, il rencontre le chorégraphe Sidi Larbi Cherkaoui, au sein des Ballets C de la B, avec lequel dès lors il travaillera en étroite collaboration pour la création de ses spectacles, comme danseur mais également sur les aspects de la dramaturgie, de la mise en scène et de la musique,. En effet, Damien Jalet a également une formation d'ethnomusicologue et étudié les musiques polyphoniques italiennes auprès de Giovanna Marini et Christine Leboutte. Une partie importante des spectacles de Sidi Larbi Cherkaoui utilisent, sous l'impulsion de Damien Jalet, le plain-chant et les chants polyphoniques du monde, créant le contraste avec la danse contemporaine. Il cosigne avec lui le spectacle D'avant (2002) en collaboration avec Juan Kruz Diaz de Garaio Esnaola et Luc Dunberry pour la Schaubuhne de Berlin. En 2010, ils chorégraphient Babel (Words) qui fut récompensé l'année suivante de deux Laurence Olivier Awards et du Benois de la danse dans la catégorie « meilleure chorégraphie ».
En février 2013, Damien Jalet prend la direction artistique de trois nocturnes au musée du Louvre. Il crée et danse pour l'occasion Les Médusés, un parcours chorégraphique dans les salles du musée, interprété par dix danseurs de la compagnie Eastman et treize étudiants de la section danse du Conservatoire royal d'Anvers. La même année, il coécrit pour le ballet de l'Opéra de Paris une version de la chorégraphie d'Ida Rubinstein pour le Boléro avec Sidi Larbi Cherkaoui et Marina Abramovic.
Il est lauréat 2015 de la villa Kujoyama pour une recherche avec le plasticien japonais Nawa Kohei, parrainé par le compositeur Ryūichi Sakamoto.
En 2015, il signe Gravity Fatigue un spectacle dirigé par le styliste Hussein Chalayan au Sadler's Wells Theatre à Londres. L'année suivante il crée Thr(o)ugh pour le Hessiches Staatballet – qui reçoit en Allemagne une nomination pour meilleure chorégraphie aux Faust Awards –, puis Vessel, fruit de six mois de collaboration avec le plasticien japonais Kohei Nawa au Theatre Rhom de Kyoto ; le spectacle est également présenté un plein sur l'île d'Inujima, faisant partie du site d'art de Naoshima.
En 2017 il devient artiste associé au Théâtre national de Bretagne et signe la chorégraphie Skid dansée par dix-sept danseurs sur un petit plateau de 10 m2 incliné à 34 degrés. L'année suivante, il crée Omphalos pour la compagnie mexicaine Ceprodac.
En 2019, il devient artiste associé au Théâtre national de Chaillot. La même année il chorégraphie plusieurs séquences de la tournée mondiale Madame X de Madonna,. Il collaborera à nouveau avec la chanteuse, en 2023, lors de sa tournée The Celebration Tour,.

### Création pour le théâtre et l'opéra
Damien Jalet a également collaboré avec le metteur en scène Arthur Nauzyciel, dont il a signé la chorégraphie des pièces Red Waters (opéra signé par Lady and Bird, 2011), L'Image (2006), Julius Caesar (2008), Ordet (2008 au Festival d'Avignon) et le Musée de la mer (2009) première adaptation de la pièce de Marie Darrieussecq dans laquelle il joue le rôle de Bella.
En 2018, il a mis en scène sa première œuvre lyrique, Pelleas et Melissande à l'opéra d'Anvers, avec Sidi Larbi Cherkaoui et Marina Abramović.

### Créations audiovisuelles
En 2008, Damien Jalet codirige avec le photographe et vidéaste anglais Nick Knight et le styliste allemand Bernhard Willhelm la vidéo Men in Tights. Il chorégraphie et danse également dans les vidéoclips You Don't Know Love du groupe rock anglais Editors, Surrender d'Ólöf Arnalds en duo avec Björk.
Il crée en 2018 la chorégraphie du film Suspiria, du réalisateur Luca Guadagnino, sur une musique originale de Thom Yorke. Avec Thom Yorke et Paul Thomas Anderson, il chorégraphie le court métrage Anima diffusé sur Netflix, nommé aux Grammy Awards[réf. nécessaire] et pour lequel il reçoit le UK Music Video Award de la meilleure chorégraphie[réf. nécessaire].

## Principales chorégraphies

### Créations
- 2002 : D’avant avec Sidi Larbi Cherkaoui, Juan Kruz diaz de Garaio Esnaola et Luc Dunberry
- 2005 : The Unclear Age avec Erna Omarsdottir (vidéodanse)
- 2005 : Ofætt (Unborn) avec Erna Omarsdottir et Gabriela Fridriksdottir
- 2006 : L'Image d'après la pièce de Samuel Beckett avec Arthur Nauzyciel et Anne Brochet
- 2008 : Three Spells avec Christian Fennesz
- 2009 : Transaquania-Out of the Blue en collaboration avec Erna Omarsdottir et Gabriela Fridriksdottir pour l'Iceland Dance Company
- 2009 : Black Marrow en collaboration avec Erna Omarsdottir pour la Company Chunky Move
- 2010 : Transaquania into thin Air en collaboration avec Erna Omarsdottir et Gabriela Fridriksdottir
- 2013 : Les Médusés, parcours chorégraphique dans le salles du musée du Louvre
- 2014 : Yama pour le Scottish Dance Theatre
- 2015 : Gravity Fatigue avec Hussein Chalayan au Sadler's Wells Theatre, Londres
- 2016 : Thr(o)ugh pour le Hessiches Staatballet
- 2016 : Babel 7.16, en duo avec Sidi Larbi Cherkaoui, dans la cour d'honneur du Palais des Papes, Avignon
- 2016 : Vessel, en collaboration avec le plasticien japonais Nawa Kohei, au Theatre Rhom, Kyoto
- 2017 : Tarantiseismic pour la National Youth Dance Company au Sadler's Wells, Londres
- 2017 : Skid pour le Goteborg Danskompani, Gothenburg
- 2018 : Omphalos pour la compagnie Ceprodac

### En collaboration avec Sidi Larbi Cherkaoui
- 2000 : Rien de rien
- 2003 : Foi
- 2004 : Tempus Fugit
- 2005 : In Memoriam, Loin et Je t'aime tu sais
- 2006 : Myth
- 2010 : Babel (Words), en collaboration avec Antony Gormley
- 2013 : Boléro, en collaboration avec Marina Abramović, Opéra Garnier, Paris
- 2018 : Pelléas et Mélisande, en collaboration avec Marina Abramović, Anvers

## Théâtre et opéra
- 2006 : L'Image de Samuel Beckett, mis en scène par Arthur Nauzyciel, Dublin, Théâtre national d'Islande à Reykjavik, et Festival « Les Grandes Traversées » à Bordeaux en 2007
- 2006 : Il cielo sulla terra
- 2008 : Julius Caesar
- 2008 : Ordet (The Word), d'après le texte de Kaj Munk
- 2009 : The Sea Museum, d'après le texte de Marie Darrieussecq
- 2011 : Jan Karski (mon nom est une fiction), mis en scène par Arthur Nauzyciel
- 2014 : Splendid's de Jean Genet mis en scène par Arthur Nauzyciel
- 2022 : Red Waters de Keren Ann et Barði Jóhannsson (Lady & Bird) mis en scène par Arthur Nauzyciel, Opéra de Rennes